# Долина при Лендави
Долина при Лендави (словен. Dolina pri Lendavi, мађ. Völgyifalu) је насељено место у општини Лендава, Помурска регија, Словенија.

## Историја
До територијалне реорганизације у Словенији била је у саставу старе општине Лендава.

## Становништво
У попису становништва из 2011. године, Долина при Лендави је имала 342 становника.
| Број становника према пописима | Број становника према пописима | Број становника према пописима |
| ------------------------------ | ------------------------------ | ------------------------------ |
| 1991                           | 2002                           | 2011                           |
| 385                            | 343                            | 342                            |

Напомена: До 1953. исказивано под именом Долина.